# Masters of the Universe (película de 2026)
Masters of the Universe es una próxima película de superhéroes estadounidense basada en la franquicia de Mattel del mismo nombre. La película está dirigida por Travis Knight, a partir de un guion de Chris Butler. Está protagonizada por Nicholas Galitzine como el príncipe Adam / He-Man, un hombre que regresa a su planeta natal Eternia para salvarlo de las fuerzas malvadas de Skeletor, interpretado por Jared Leto. Camila Mendes, Alison Brie, Idris Elba, Morena Baccarin, Jóhannes Haukur Jóhannesson, Sasheer Zamata, James Purefoy y Charlotte Riley también protagonizan.
Masters of the Universe está previsto que se estrene en Estados Unidos el 5 de junio de 2026, por Amazon MGM Studios.

## Premisa
Adam Glenn, de 10 años, se estrella en el planeta Tierra, el hogar de su madre, lo que lo separa de la Espada de Poder de Grayskull de su antepasado. Dos décadas después, recupera su espada y asume el manto de He-Man mientras lucha por su planeta natal, Eternia, contra las fuerzas malvadas de Skeletor. 

## Reparto
- Nicholas Galitzine como el príncipe Adam Glenn / He-Man, descendiente del rey D'Vann Grayskull.
- Camila Mendes como Teela, capitana de la Guardia, hija adoptiva de Man-At-Arms y sargento de He-Man.
- Jared Leto como Keldor / Skeletor, líder de los Guerreros Malvados y medio hermano de Randor.
- Alison Brie como la profesora Evelyn Powers / Evil-Lyn, hechicera cobarde y teniente de Skeletor que se hace pasar por profesora en la universidad de Adam.
- Idris Elba como Duncan / Man-At-Arms, inventor, teniente de He-Man y padre adoptivo de Teela.
- Sam C. Wilson como Kronis / Trap Jaw, experto en armas cyborg de Gar.
- Hafþór Júlíus Björnsson como el hombre cabra
- Kojo Attah como Tri-Klops, cazarrecompensas y espadachín.
- Morena Baccarin como la hechicera del castillo Grayskull y la madre biológica de Teela.
- Jóhannes Haukur Jóhannesson como Malcolm / Fisto, el hermano menor de Duncan y tío adoptivo de Teela.
- Sasheer Zamata como Suzie, la mejor amiga de Adam.
- James Purefoy como el Rey Randor, cogobernante de Eternia, esposo de Marlena y padre de Adam.
- Charlotte Riley como la Reina Marlena Glenn, ex astronauta de la Tierra, cogobernante de Eternia, esposa de Randor y madre de Adam.
- Jon Xue Zhang como Ram-Man

## Producción

### Desarrollo
Se informó que una nueva película de He-Man dirigida por John Woo se estaba desarrollando en 2007, pero a pesar de muchos rumores que circulaban en Internet sobre el estado de producción y el casting de la película, el proyecto nunca recibió luz verde oficialmente. Según se informa, los derechos cinematográficos de He-Man han vuelto a manos de Mattel. 
En septiembre de 2009, Sony Pictures Entertainment adquirió los derechos de Warner Bros. Pictures para producir la adaptación de acción real después de que Mattel y el productor Joel Silver, quien anteriormente había estado involucrado en una posible película, no pudieran ponerse de acuerdo sobre la dirección creativa de la película.  Sony y Todd Black, Jason Blumenthal y Steve Tisch de Escape Artists iban a comenzar a desarrollar el proyecto desde cero para Columbia Pictures de Sony. En abril de 2010, Sony contrató a los guionistas Mike Finch y Alex Litvak para redactar un nuevo guion.  Warner anunció que John Stevenson dirigirá la próxima película. En mayo de 2009, se anunció que las tareas de guion habían sido entregadas a Evan Daugherty, con Stevenson todavía asignado como director.
A finales de 2012, se informó que Jon M. Chu estaba en conversaciones para dirigir la película.  El actor original de He-Man, Dolph Lundgren, hizo una entrevista con IGN sobre un posible papel en la película como el Rey Randor. En octubre de 2012, Richard Wenk fue contratado para reescribir el guion de la película. En marzo de 2013, Chu dijo que la película todavía estaba en una etapa temprana de experimentación y que no sería exagerada, sino una historia de origen.   En octubre, The Hollywood Reporter informó que Terry Rossio escribiría la película y que esta se ambientaría en Eternia; el informe afirmó que Chu no dirigiría la película. 
En enero de 2014, Schmoes Know informó que Joe Cornish, Rian Johnson, Andy Muschietti, Kirk DeMicco y Chris Sanders, y Phil Lord y Christopher Miller fueron nombrados como favoritos para dirigir la película. El mes siguiente, se informó que los directores Mike Cahill, Jeff Wadlow, Harald Zwart y Chris McKay estaban en la lista corta para dirigir.  En abril, actualizaron que Wadlow dirigiría la película, mientras que The Hollywood Reporter anunció que está reescribiendo el guion.
En agosto de 2015, se anunció que Christopher Yost había sido contratado para reescribir la película. En enero de 2016, Deadline informó que McG dirigiría la película y también supervisaría una reescritura del último guion de Finch y Litvak, además de que DeVon Franklin se agregaría como productor.  En junio de 2016, Kellan Lutz tuiteó que tenía una reunión con McG y Mary Viola sobre el papel de He-Man.  En abril de 2017, se anunció que la película se estrenaría el 18 de diciembre de 2019. Al mismo tiempo, McG abandonó la película y contrataron a David S. Goyer para reescribir el guion. En diciembre de 2017, se informó que Goyer no solo escribiría sino que también dirigiría la película.   En febrero de 2018, Variety informó que Goyer había decidido alejarse como director para centrarse en otros proyectos, pero permanecería a bordo como productor ejecutivo y guionista y se dijo que el estudio estaba muy contento con el guion que entregó y se estaba reuniendo con posibles reemplazos.  Carlos Huante, un diseñador de criaturas, ex artista de Industrial Light and Magic y quien también trabajó en la caricatura original de Filmation, fue contratado por Goyer para trabajar en su película, sin embargo, en una entrevista, Huante dijo que Sony sintió que el guion de Goyer sería demasiado costoso para llevarlo a la vida ya que Goyer pretendía que la película fuera de la escala épica de la trilogía de El Señor de los Anillos y que sus ideas para la película ya no se utilizarían. 
En abril de 2018, Variety informó que Aaron y Adam Nee dirigirían la película. En enero de 2019, se contrataron a Art Marcum y Matt Holloway y se anunció que reescribirían un nuevo borrador para la película.  En marzo de 2019, se informó que Noah Centineo estaba en conversaciones para interpretar a He-Man  y Centineo confirmó un mes después que había sido elegido oficialmente para el papel.  En abril de 2021, se informó que Centineo dejó vacante el papel de He-Man. 
En enero de 2022, se anunció que Netflix había adquirido oficialmente los derechos de Sony, después de producir los programas animados Masters of the Universe: Revelation y He-Man and the Masters of the Universe, con Kyle Allen elegido como He-Man. También se reveló que los hermanos Nee y David Callaham habían escrito un nuevo borrador del guion. En octubre de 2022, Allen había declarado que entrenaba seis horas al día para prepararse para el papel.  En julio de 2023, Netflix canceló la película, después de gastar 30 millones de dólares en su desarrollo, citando preocupaciones presupuestarias, lo que llevó a Mattel a buscar un nuevo comprador y provocó que los hermanos Nee ya no fueran los directores de la película. 

### Preproducción
En noviembre de 2023, se reveló que Amazon MGM Studios estaba considerando comprar los derechos cinematográficos.  En febrero de 2024, se anunció que Travis Knight estaba en conversaciones finales para reemplazar a los hermanos Nee y convertirse en el nuevo director de la película, con Chris Butler contratado para reescribir el guion. En mayo de 2024, se confirmó oficialmente que Knight dirigiría la película para Amazon MGM.

### Casting
Ese mismo mes, Nicholas Galitzine fue elegido para interpretar a He-Man, reemplazando a Allen.   En agosto, Camila Mendes se unió al elenco de la película como Teela .  En septiembre, Alison Brie se unió al elenco como la antagonista Evil-Lyn .  A Jared Leto le habían ofrecido el papel de Skeletor .  En noviembre, Idris Elba se unió al elenco como Man-At-Arms .  En diciembre, Leto fue confirmado para el papel de Skeletor, junto a Sam C. Wilson como Trap Jaw, Hafthor Bjornsson como Goat Man y Kojo Attah como Tri-Klops . 

### Rodaje
La fotografía principal comenzó el 6 de enero de 2025 en Londres, con Fabian Wagner como director de fotografía.   El rodaje estaba previsto originalmente para mediados de julio de 2019 en Praga,  verano de 2022, y abril de 2023.  En febrero de 2025, Morena Baccarin, Jóhannes Haukur Jóhannesson, James Purefoy, Charlotte Riley, Jon Xue Zhang, Sasheer Zamata y Christian Vunipola se unieron al elenco de la película, interpretando a La Hechicera del Castillo Grayskull, Malcolm/Fisto, el Rey Randor, la Reina Marlena, Ram-Man, Suzie y Hussein respectivamente.   

## Estreno
Masters of the Universe está previsto que sea estrenado por Amazon MGM Studios en Estados Unidos el 5 de junio de 2026.  Originalmente iba a ser estrenada en cines en los Estados Unidos el 5 de marzo de 2021, por Sony Pictures Releasing,  hasta que Uncharted tomó brevemente su fecha de lanzamiento. 